# ۱۱ یار اوشن (فیلم ۱۹۶۰)
۱۱ یار اوشن (به انگلیسی: Ocean's 11) عنوان یک فیلم سرقت ۱۲۷ دقیقه‌ای به کارگردانی لوئیس مایلستون با بازی پیتر لافورد، فرانک سیناترا و دین مارتین است.
این فیلم در سال ۲۰۰۱ و با نام یازده یار اوشن به کارگردانی استیون سودربرگ و بازی جرج کلونی، برد پیت، مت دیمون، اندی گارسیا، برنی مک و دان چیدل بازسازی و دو دنباله پس از آن ساخته شد.

## خلاصه داستان
عده ای کهنه سرباز آمریکایی به رهبری «دانی اوشن» (سیناترا) تصمیم می‌گیرند که از آموخته‌های نظامیشان استفاده کنند و هم‌زمان در شب سال نو به پنج کازینوی لاس و گاس دستبرد بزنند.